# Filipenses 4
Filipenses 4 (abreviado Fil 4 ) es la última parte de la Carta de Pablo a los Filipenses en el Nuevo Testamento en la Biblia cristiana . Compuesto por los apóstoles Pablo y Timoteo .

## Texto
- La carta estaba originalmente en griego y estaba dirigida a la congregación de la iglesia en la ciudad de Filipos .[2]
- Algunos de los manuscritos más antiguos que contienen copias de este artículo incluyen:
  - Codex Vaticanus (escrito ~ 325-350 d. C.)
  - Codex Vaticanus (~ 330-360 d. C.)
  - Codex Alexandrinus (~ 400-440 d. C.)
  - Codex Freerianus (~ 450 d. C. .; se conservan los versículos 3-6, 13-15)
  - Codex Claromontanus (~ 550 d. C.)
- Este artículo está dividido en 23 párrafos.
- Contiene consejos para la congregación.[3]

## Ciudadanos de la tierra y el cielo (3: 17–4: 1)
El traductor JB Phillips ,  comentarista Robert Murray, la Nueva Versión Estándar Revisada y la Biblia de Jerusalén conectan el versículo 1 con la sección final del capítulo anterior , como conclusión de las principales exhortaciones de Pablo en los capítulos 2-3 .  comentarista Joseph Benson dice que "ciertamente no debería haberse separado" del capítulo 3. 

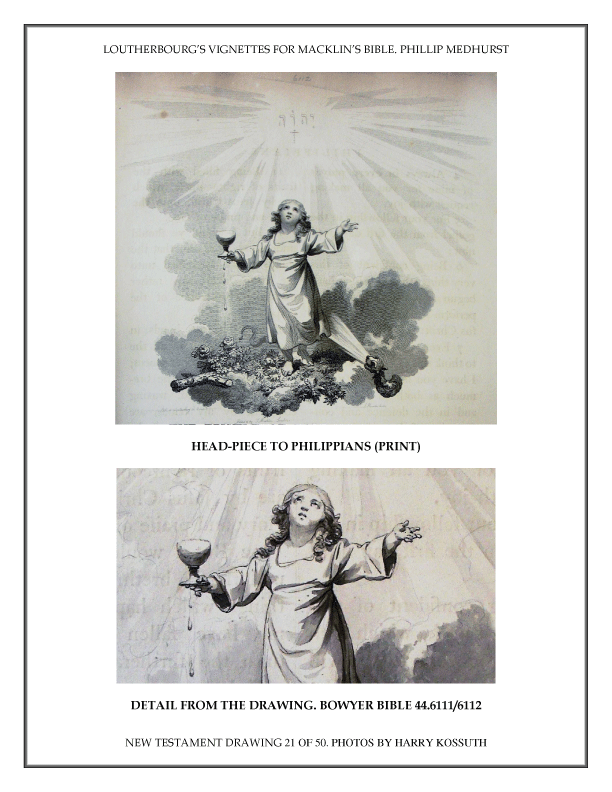
Viñeta en la página antes del comienzo (pieza de cabecera) Filipenses; hecho por PJ de Loutherbourg para la Biblia Macklin (pinturas 105 de 134), en el Nuevo Testamento de la Biblia Bowyer, 1800 E.C.Ediciones de T. Macklin, Londres.

### Versículo 1
Por tanto, hermanos míos amados y deseados, gozo y corona mía, estad así firmes en el Señor, amados.
Este versículo está "rebosante de palabras de amor y alegría", con la palabra 'amado' ( epipothetoi ) "se hace eco del anhelo de Epafrodito " en el capítulo 2 ( 2:26 ). 

## Última apelación a la armonía (4: 2-3)
Pablo les pide a las dos diakonoi , Euodia y Syntyche , mujeres líderes de diferentes grupos domésticos en Filipos , "que sean de la misma opinión" (pensar, phronein , "lo mismo"). 

### Versículo 3
Y te ruego también a ti, compañero fiel, que ayudes a estas mujeres que trabajaron conmigo en el evangelio, con Clemente también y el resto de mis colaboradores, cuyos nombres están en el Libro de la Vida. 
Pablo se dirige a uno de los líderes responsables de la iglesia.  Benson sugiere que probablemente se esté dirigiendo a Silas , "porque Silas había sido su compañero de yugo en el mismo lugar". 
- "Clemente" es tradicionalmente obispo Clemente de Roma también conocido como el papa Clemente I .
- El "libro de la vida" es una referencia también mencionada en Apocalipsis a Juan 3: 5; 20:12 y 15 , es decir

" Todo aquel cuyo nombre no se encuentra escrito en el libro de la vida es arrojado al lago de fuego " 

## Último llamado al gozo, la paz y la rectitud de pensamiento en Cristo (4: 4–9)
Según Pablo, la cura de los problemas en la iglesia es recordar "el gozo carismático de su primera venida a la fe", tal como le dijo a la iglesia de Tesalónica que "a pesar de las persecuciones recibiste con alegría la palabra inspirada por el Santo Espíritu "( 1 Tesalonicenses 1: 6 ). 

### Versículo 4
Nueva traducción
¡Regocíjense siempre en el Señor! De nuevo digo: ¡Regocíjate! 
Regocíjense en el Señor siempre. Nuevamente diré, ¡regocíjate!

### Verso 4 griego
Textus Receptus
·TranscripciónKhairete en Kyriō pantote · palin erō khairete .